# Lakrits

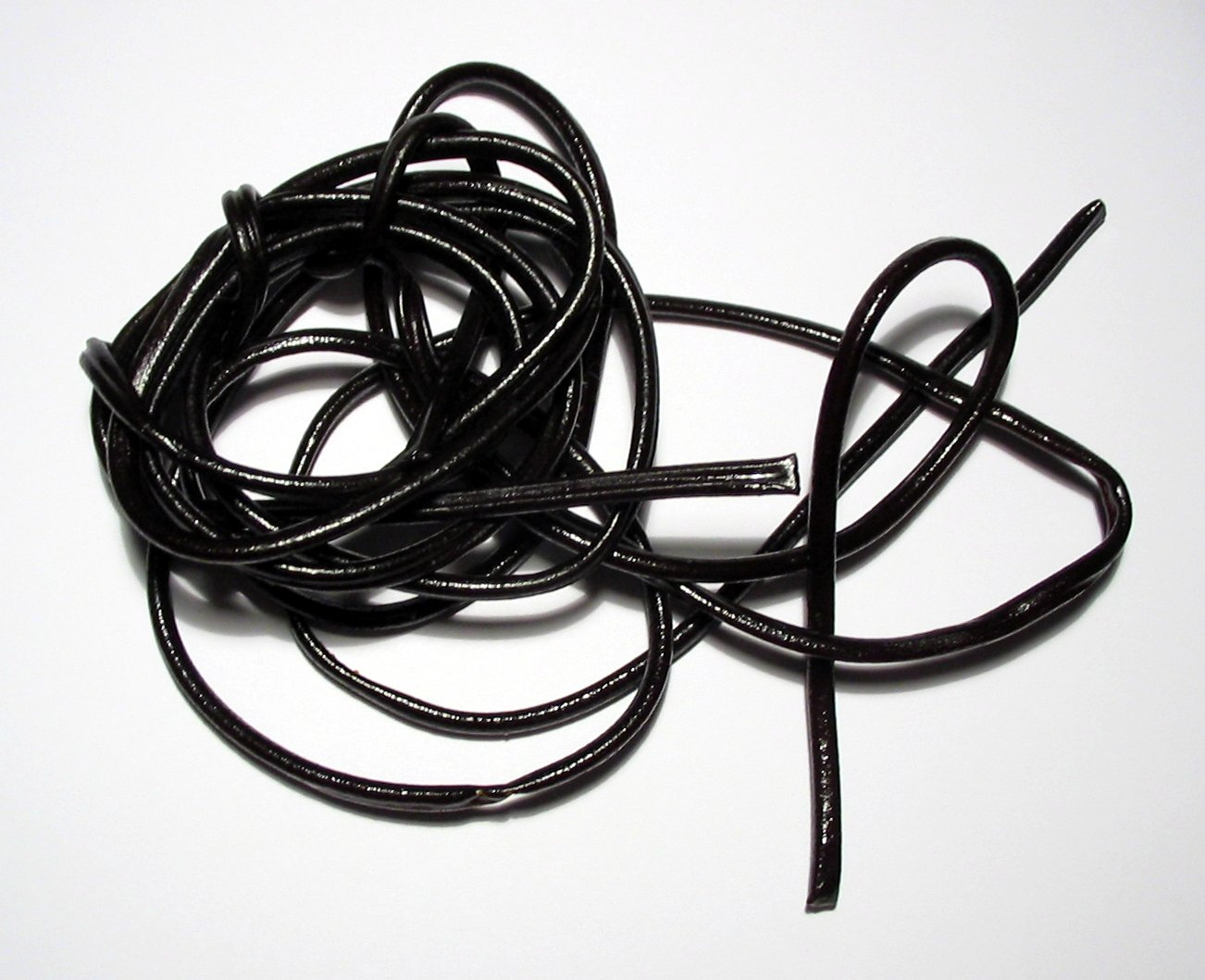
Lakrits.

Lakrits (uttal: [la'kri(t)s] eller [laː'kri(t)s]), är en massa som framställs ur lakritsrot från Glycyrrhiza glabra. Lakritsrot innehåller glykosiden glycyrrhizin, lakritsens viktigaste ingrediens, och har en söt smak. Lakrits är ett vanligt smakämne i godis och läkemedel, men förekommer även i till exempel likör och glass. Produkter med lakritssmak kan även innehålla anis som ersättare eller smakförstärkare till lakrits. I godissammanhang kallas lakrits ibland sötlakrits. Detta för att särskilja smaken från saltlakrits som innehåller det konstgjorda saltet salmiak. I Europa produceras lakrits främst i Spanien, Italien och Turkiet.
I engelskan används uttrycket black liquorice (svart lakrits) för lakrits, för att särskilja den från så kallad red liquorice (röd lakrits) som egentligen inte är lakrits (fri från lakritsrot).

## Hälsofördelar och hälsorisker

### Hälsofördelar med lakrits
Lakrits innehåller B-vitamin, oljor och antioxidanter som är bra för kroppen.
Lakritsroten var förr en medicinalväxt, som såldes på apotek så sent som på 1970-talet. Det är en smal grenliknande rot som när den tuggas tillsammans med saliv ger den typiska lakritssmaken då den långsamt mjukas upp. Det finns studier på djur som påvisar att ämnet glycyrrhizinsyra som finns i lakrits kan ha anticarcinogena effekter, det vill säga cancerförebyggande egenskaper.

### Lakritsförgiftning
Överkonsumtion av lakrits – mer än 50 gram per dag – kan hos känsliga personer ge upphov till skadliga effekter, eftersom glycyrrhizinsyra hämmar enzymet 11β-HSD2 som omvandlar kortisol till kortison. Kontinuerligt intag kan orsaka kaliumbrist (hypokalemi), ödem, högt blodtryck och förändringar i nivån av hormoner som reglerar saltbalansen. De flesta fallen av lakritsförgiftning är lindriga, men i sällsynta fall förekommer livshotande besvär. År 2020 avled en person i Massachusetts i USA av lakritsförgiftning efter att ha drabbats av plötsligt hjärtstopp. Det efter att under några veckor konsumerat lakrits. I Sverige inträffar varje år ett tiotal fall av lakritsförgiftning.
Eftersom lakrits gör att salt stannar i kroppen, så bör lakrits inte förtäras i samband med salt kost.
Halten av glycyrrhizinsyra varierar påtagligt mellan exempelvis lakritsrot och lakritsextrakt samt mellan olika lakritsprodukter, samtidigt som människor reagerar olika starkt på ämnet. Därför har Livsmedelsverket inte rekommenderat några gränsvärden för lakritsintag. Däremot konstateras i en nordisk rapport att lakritskonsumtion överstigande 50 gram om dagen innebär en risk för lakritsförgiftning hos de känsligaste personerna.
Studier på gravida kvinnor har visat att lakrits kan påverka fosters kognitiva förmåga.
Sedan 20 maj 2006 ska vissa lakritslivsmedel i Sverige som exempelvis innehåller höga halter av glycyrrhizinsyra förses med en varningstext enligt Livsmedelsverkets föreskrifter.

## Statistik
1991 importerade Sverige omkring 4 ton lakritsrot, 267 ton lakritsextrakt och 5 390 ton (netto) lakritskonfekt. Årskonsumtionen av lakritskonfekt uppskattas vara cirka ett kilo per person i Sverige och 50 — 150 % högre i övriga nordiska länder.
En studie på Nya Zeeland granskade högstadieelevers konsumtion av lakritskonfekt. Den visade att 29 procent av flickorna och 17 procent av pojkarna åt lakritskonfekt varje vecka. Veckokonsumtion över 2 hekto förekom bland 5,9 procent av flickorna och 4,9 procent hos pojkarna, och över 5 hekto hos 1,8 procent av flickorna respektive 1 procent av pojkarna. Två ungdomar åt mer än ett kilo lakritskonfekt per vecka. Andra undersökningar bland skolbarn visar på liknande värden.